# Хуты (Иркутская область)
Хуты — деревня в Эхирит-Булагатском районе Иркутской области России. Входит в состав Новониколаевского муниципального образования.

## География
Деревня находится на расстоянии примерно 59 км к северо-востоку от посёлка Усть-Ордынский, административного центра района.

## Население
| 2002 | 2010 | 2011 | 2012 |
| ---- | ---- | ---- | ---- |
| 14   | ↘10  | →10  | →10  |

### Половой состав
По данным Всероссийской переписи, в 2010 году в деревне проживало 10 человек (6 мужчин и 4 женщины).